# 虞望
虞望（3世纪—322年），字子都，东晋长沙郡人，虞悝之弟。
虞望有操行，与兄齐名，年轻时先后担任治中、别驾。丞相司马睿征召虞望，被其拒绝。湘州刺史谯王司马承征召虞悝担任长史，虞望担任司马，督护诸军。司马承派虞望前去讨伐依附王敦之乱的湘东郡太守郑澹。虞望率众斩杀将郑澹。王敦部将魏乂前来进攻，虞望力战而死。朝廷追赠虞望为荥阳郡太守。